# 極循環

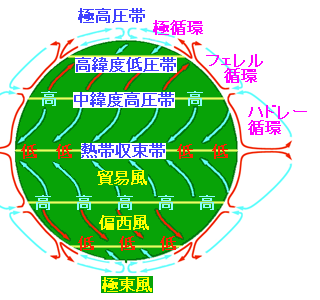
地球の大気循環のモデル

極循環（きょくじゅんかん、英語: polar cell）は、地球の大気の南北方向の平均した流れを表す大気循環モデルにおいて、高緯度帯で上昇した空気が対流圏上層を両極に向かって移動し下降、地表付近では反対に高緯度帯に向かう大気の循環のこと。

## 概要
北極や南極付近の極高圧帯で下降し亜寒帯低圧帯で上昇する。地上で極から高緯度に向かって吹く風は東寄りの極東風（極偏東風）となる。
極方面からの寒気は低緯度からの暖気とぶつかり寒帯前線(polar front)をつくる。寒帯前線の両側の暖気と寒気（気団）の温度差は大きく、擾乱発達の場で低気圧が発達しやすい。
極循環は大気循環の中でも弱く、たくさんの一過性の低気圧などが活動した結果として、子午面（南北方向および高さ方向の断面）の流れを長期平均してやっと検出される程度である。
気団スケールでは寒帯前線のさらに極側に、より寒冷な極気団と相対的に暖かい寒帯気団の間に生じる北極前線(arctic front)や南極前線(antarctic front)がみられる。この影響もあって、極東風は不規則で時期によりはっきりしない。